# Carmen Meléndez
Carmen Teresa Meléndez Rivas (sinh ngày 3 tháng 11 năm 1961) là một chính trị gia người Venezuela và đô đốc hải quân. Bà là Bộ trưởng Bộ Nội vụ và Tư pháp từ ngày 25 tháng 10 năm 2014 đến ngày 9 tháng 3 năm 2015, và Tham mưu trưởng trong nội các của Tổng thống Nicolás Maduro trong gần sáu tháng từ tháng 3 đến tháng 9 năm 2015.

## Sự nghiệp chính trị
Meléndez là Thứ trưởng Bộ Giáo dục của Bộ Quốc phòng. Vào ngày 3 tháng 7 năm 2012, tổng thống Venezuela, Hugo Chavez, đã thăng chức bà lên cấp Phó đô đốc. Melendez là người phụ nữ Venezuela đầu tiên nhận được danh hiệu này sau khi được bổ nhiệm làm Tổng tư lệnh các lực lượng vũ trang Bolivar. Vào ngày 13 tháng 10, bà được Tổng thống Hugo Chavez bổ nhiệm làm Bộ trưởng Bộ Quyền lực Nhân dân và được nghị định quốc gia xác nhận vào ngày 15 tháng 10. Vào ngày 21 tháng 4 năm 2013, trong một đài phát thanh và truyền hình quốc gia, cô được tái khẳng định là Bộ trưởng Bộ Quản lý Chính phủ Bolivar của Venezuela cho chính phủ của Nicolas Maduro. Vào ngày 3 tháng 7 năm 2013, tổng thống của nước cộng hòa lên tới đô đốc và ngày 5 tháng 7 năm 2013, Bộ trưởng Bộ Quốc phòng được bổ nhiệm, người phụ nữ đầu tiên nắm giữ cả hai cáo buộc trong lịch sử Venezuela.